# Juan Carlos Zubczuk
Juan Carlos Zubczuk Miszuk, né à Oberá en Argentine le 31 mars 1965, est un joueur de football argentin naturalisé péruvien. 
Surnommé El Ruso (« le russe »), il est considéré comme l'un des grands gardiens de but du Club Universitario de Deportes de Lima. Son fils, Patrick Zubczuk, est également gardien de but.

## Biographie
Formé au Racing Club d'Avellaneda en Argentine, Zubczuk n'y joue que très peu (seulement quatre matchs entre 1983 et 1987) et doit se contenter d'être la doublure du célèbre gardien argentin Ubaldo Fillol.
En septembre 1988, il s'engage à l'Universitario de Deportes et joue son premier match avec son nouveau club le 23 octobre 1988 face au Deportivo San Agustín (victoire 5-0). Ce serait le début d'une carrière jonchée de succès à l'Universitario puisqu'il y est sacré champion du Pérou à trois reprises en 1990, 1992 et 1993, en plus de disputer trois éditions de la Copa Libertadores en 1991, 1993 et 1994 (21 matchs en tout). 
En 1995, il rejoint l'Alianza Atlético de Sullana où il met fin à sa carrière.
Naturalisé péruvien, Zubczuk reste au Pérou. Il est même convoqué en équipe du Pérou pour jouer la Copa América 1993 en Équateur, même s'il ne reçoit aucune sélection.

## Palmarès
Universitario de Deportes
- Championnat du Pérou (3) :
  - Champion : 1990, 1992 et 1993.